# Agulo
Agulo település Spanyolországban, Santa Cruz de Tenerife tartományban. Agulo Hermigua és Vallehermoso községekkel határos. Lakosainak száma 1108 fő (2024).

## Népesség
A település népessége az elmúlt években az alábbi módon változott:
| Lakosok száma | 1159 | 1221 | 1174 | 1200 | 1164 | 1086 | 1066 | 1096 | 1085 | 1108 |
|               | 2001 | 2004 | 2007 | 2009 | 2012 | 2014 | 2017 | 2019 | 2022 | 2024 |